# Jean Marie Soullié
ean Marie Soullié (Toulouse, 1800 – 21 de março de 1878) foi um farmacêutico brasileiro.
Graduado em farmácia pela Escola de Farmácia de Paris em 1825, em 1929 estabeleceu-se no Brasil. Foi eleito membro da Academia Nacional de Medicina em 1832, na presidência de Joaquim Vicente Torres Homem, com o número acadêmico 29.